# Strzępka rostkowa

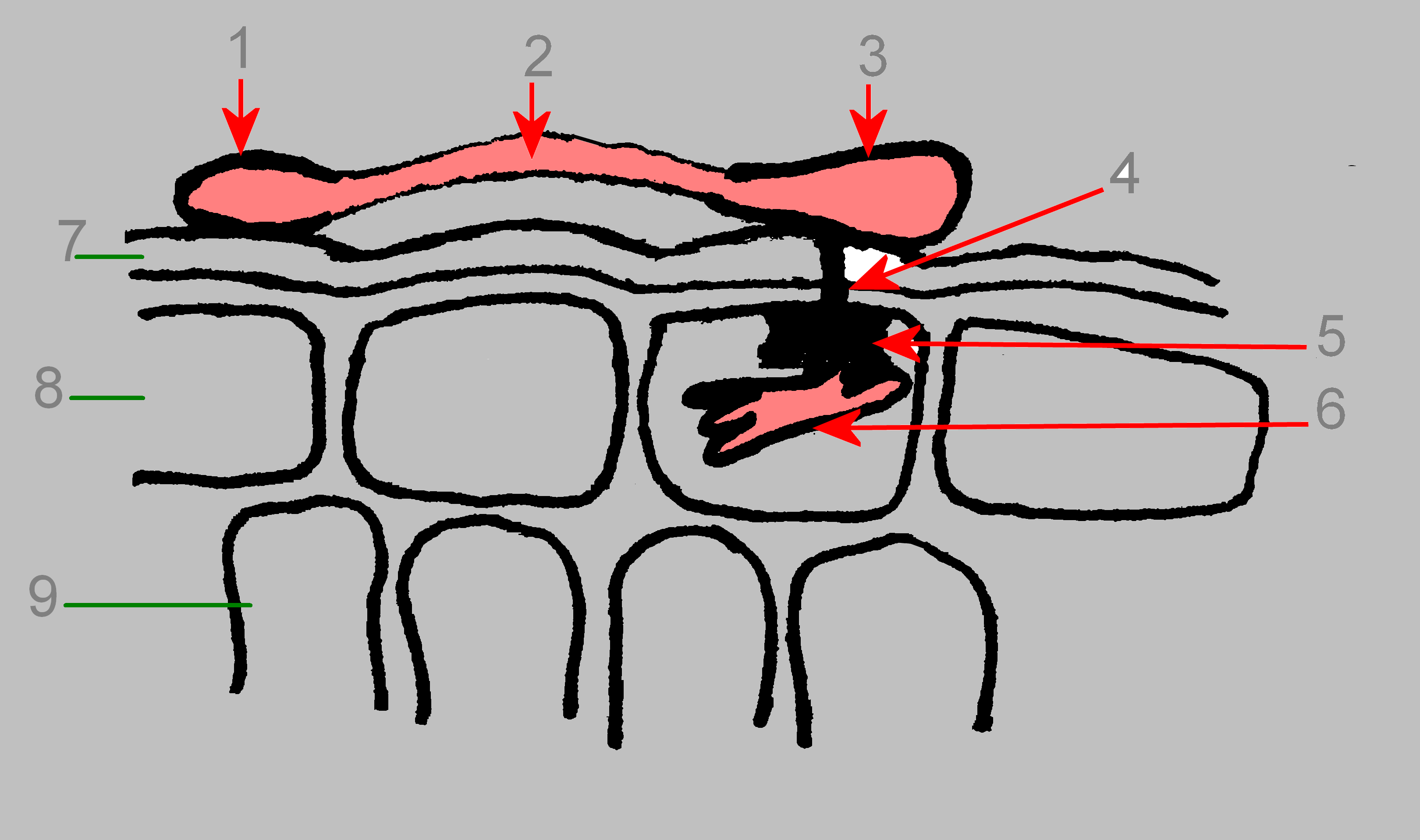
Schemat infekcji rośliny przez grzyba: 1 – zarodnik, 2 – strzępka rostkowa, 3 – appressorium, 4 – strzępka infekcyjna, 5 – rozszerzenie, 6 – ssawka, 7 – kutykula, 8 – epiderma, 9 – miękisz palisadowy

Strzępka rostkowa lub strzępka kiełkowa (ang. germ tube) – u grzybów jest to strzępka wytwarzana przez kiełkujący zarodnik. Gdy warunki środowiska (temperatura i wilgotność) staną się odpowiednie, zarodnik pęcznieje i pojawia się na nim wybrzuszenie, z którego przez porę rostkową wyrasta strzępka rostkowa. Czasami zarodnik tworzy dwie strzępki rostkowe. U grzybów pasożytniczych strzępki rostkowe albo bezpośrednio wnikają do ciała żywiciela, albo wytwarzają appressoria (przycistki), z których wyrastają strzępki infekcyjne.
Strzępki rostkowe mogą też tworzyć niektóre przetrwalniki (np. grzybów entomopatogenicznych atakujących owady). Po wykiełkowaniu przetrwalnika wyrastająca z niego strzępka rostkowa tworzy zarodnik pierwotny, który oddziela się od przetrwalnika.
U roślin niemal cała powierzchnia ciała pokryta jest kutykulą, która jest bardzo trudna do spenetrowania przez strzępkę kiełkową. Tylko u nielicznych gatunków grzybów strzępka kiełkowa jest w stanie pokonać nieuszkodzoną kutykulę, zazwyczaj miejscami przez które wnika ona do ciała rośliny są miejsca nie pokryte kutykulą i naturalne otwory ciała. Naturalnymi miejscami bez kutykuli są znamiona słupków, główki pręcików i miodniki, naturalne otwory ciała to szparki w aparatach szparkowych, przetchlinki, hydatody, kanały wydzielnicze w miodnikach, blizny po opadłych liściach i owocach i pęknięcia zewnętrznych warstw korzeni powstające podczas wyrastania korzeni bocznych. Bardzo dogodnym miejscem do wrastania strzępek rostkowych są także wszelkiego typu zranienia roślin, podczas których ulegają uszkodzeniu ich ściany komórkowe.
Wiele laboratoriów medycznych traktuje „test germ tube” jako niezawodny sposób szybkiej identyfikacji patogenu Candida albicans, gdyż inne gatunki rodzaju Candida nie tworzą strzępek rostkowych – ale nie zawsze jest on pewny; strzępki takie tworzy także blisko spokrewniony gatunek Candida dubliniensis.